# Whisky a Go Go
Whisky a Go Go er en natklub i West Hollywood, Californien, som åbnede 1. januar 1964. Den ligger på 8901 Sunset Boulevard på Sunset Strip. 
I 1958 åbnede den første "Whisky a Go Go" i Nordamerika, i Chicago, Illinois, på hjørnet af Rush og Chestnut Streets. Den har været kaldet det første rigtige amerikanske diskotek. I Paris åbnede den originale "Whisky à Go-Go" i 1947.
Selvom klubben skulle være et diskotek, uden live-bands, og kun med indspillede sange, åbnede "Whisky a Go Go" med et live-band, ledet af Johnny Rivers og en lårkort kvindelig DJ som "scratchede" plader, imens hun stod inde i et midlertidigt bur til højre på scenen. Da klubben i juli 1965 åbnede, og den kvindelige DJ stod og dansede inde i et bur, troede publikummet at det var en del af showet og de såkaldte "Go-Go dansere" blev skabt. 
Rivers drev den Whisky-fødte "go-go"-mani til national berømmelse med indspilninger delvist indspillet "live på Whisky'en". The Miracles indspillede sangen "Going to a Go-Go" i 1966 (som blev genindspillet i 1982 af The Rolling Stones) og Whisky a Go Go-frihed dukkede op alle steder i landet. 
I 1966 var Whisky et af hovedområderne i Sunset Strips politioptøjer. Klubben var ofte i konflikt Los Angeles County, som engang gav ordre til at navnet på klubben skulle ændres, idet de hævede at "whisky" havde dårlig indflydelse. Klubben hed "Whisk?" et stykke tid. 
Der kan argumenteres for, at man siger, at rock and roll begyndte i Los Angeles efter at Whisky blev grundlagt. Fra rock til punk til heavy metal, var klubben altid foran omkring mange musiske trends. 
Whisky har spillet en stor rolle for mange musikere, især for bands som med base i det sydlige Californien. The Byrds, Alice Cooper, Buffalo Springfield og Love optrådte ofte i klubben, og The Doors var husband et stykke tid – indtil at deres debut "Oedipal Section" of "The End" fik dem fyret. 
Dustin Hoffmans figur "Benjamin" kan ses komme løbende ud af Whisky i filmen The Graduate fra 1967. Metallica havde et par optrædener tilbage i 1982 og 1983, inden de flyttede op til San Francisco Bay Area